# Lillflötuberget
Lillflötuberget este o arie protejată (arie specială de conservare — SAC, sit de importanță comunitară — SCI) din Suedia întinsă pe o suprafață de 79,7 ha, integral pe uscat.

## Localizare
Centrul sitului Lillflötuberget este situat la coordonatele 65°22′39″N 20°32′47″E / 65.3775°N 20.5463°E.

## Înființare
Situl Lillflötuberget a fost declarat sit de importanță comunitară în decembrie 1995 pentru a proteja 1 specie de plante. Situl a fost protejat și ca arie specială de conservare în martie 2011.

## Biodiversitate
Situată în ecoregiunea boreală, aria protejată conține 3 habitate naturale: Taiga vestică, Lacuri și iazuri distrofice naturale, Mlaștini turboase de tranziție și turbării mișcătoare.
La baza desemnării sitului se află o specie protejată de  plante: Ranunculus lapponicus.